# Coalició Treballadors per la Democràcia
Coalició Treballadors per la Democràcia (CTD) és un partit polític d'esquerra radical i republicana de Mallorca que es presentà a les eleccions al Parlament de les Illes Balears de 1999 i a les eleccions municipals a l'ajuntament de Palma. Es formà com a coalició entre el POSI de les Illes Balears i la Plataforma Democràtica Municipal. Anteriorment, el POSI havia format el 1991 la Coalició per un Nou Partit Socialista de cara a les eleccions generals espanyoles de 1993, i la Coalició Republicana a les eleccions generals espanyoles de 1996.
Els seus caps són Pere Felip i Buades, dirigent del POSI i candidat a l'ajuntament de Palma, i Bartomeu Sancho, conegut procastrista, candidat al Parlament de les Illes Balears. Ambdós són antics militants del PSIB i de la UGT que es passaren al PASOC i després amb Esquerra Unida, partit amb el qual trencaren per divergències ideològiques.
A les eleccions locals i al Parlament de les Illes Balears de 2003 va obtenir 438 vots i 264 vots a l'ajuntament de Palma. A les eleccions balears i locals de 2007 va obtenir 282 vots a la ciutat de Palma i 543 (0,13%) al Parlament de les Illes Balears. A les eleccions generals espanyoles de 2008 va obtenir 159 vots a les Illes Balears.

## Resultats electorals
- Eleccions al Parlament de les Illes Balears de 1999 - 473 vots (0,13%)
- Eleccions generals espanyoles de 2000 - 423 vots (0,11%)
- Eleccions al Parlament de les Illes Balears de 2003 - 438 vots (0,10%)
- Eleccions generals espanyoles de 2004 - 407 vots (0,09%)
- Eleccions al Parlament de les Illes Balears de 2007 - 543 vots (0,13%)